# Ramnosio
Il ramnosio (o ramnoso) è uno zucchero monosaccaride aldeidico. Chimicamente è il 6-deossi-derivato del mannosio; per la presenza di un gruppo metile invece che idrossimetile (carbonio 6), risulta lievemente meno idrosolubile del glucosio stesso. L'isomero ottico più diffuso in natura è quello appartenente alla serie L (L-ramnosio).
Si può isolare direttamente dalle foglie della pianta Rhus toxicodendron. È rappresentato in natura anche sotto forma di numerosi glucosidi, specialmente coniugato a flavonoidi e saponine. A queste ultime impartisce una maggiore idrosolubilità, data la loro natura steroidea. Negli organismi animali (uomo incluso) non è rappresentato a livello delle cellule viventi, per cui non viene considerato come biologicamente fondamentale per il regno animale.